# گواتامبو
گواتامبو (به پرتغالی: Guatambu) یک منطقهٔ مسکونی در برزیل است که در سانتا کاتارینا واقع شده‌است. گواتامبو ۲۰۴٫۷۵۷ کیلومتر مربع مساحت و ۴٬۶۹۸ نفر جمعیت دارد و ۵۳۰ متر بالاتر از سطح دریا واقع شده‌است.